# La Esperanza (distrito de Santa Cruz)
La Esperanza é um distrito do Peru, departamento de Cajamarca, localizada na província de Santa Cruz.

## Transporte
O distrito de La Esperanza não é servido pelo sistema de estradas terrestres do Peru.